# Mathieu Turcotte
Mathieu Turcotte (Sherbrooke, 8 febbraio 1977) è un pattinatore di short track canadese.

## Palmarès

### Giochi olimpici invernali
- 3 medaglie:
  - 1 oro (5000 m staffetta a Salt Lake City 2002)
  - 1 argento (5000 m staffetta a Torino 2006)
  - 1 bronzo (1000 m a Salt Lake City 2002)

### Campionati mondiali di short track
- 5 medaglie:
  - 2 ori (5000 m staffetta a Pechino 2005; 5000 m staffetta a Minneapolis 2006)
  - 3 argenti (5000 m staffetta a Jeonju 2001; 5000 m staffetta a Montréal 2002; 5000 m staffetta a Varsavia 2003)

### Campionati mondiali di short track a squadre
- medaglie:
  - 5 ori (Bormio 1998, L'Aia 2000, Minamimaki 2001, Sofia 2003, Chuncheon 2005)
  - 3 argenti (Milwaukee 2002, San Pietroburgo 2004, Montréal 2006)